# Tsugol
Tsugol ryska:Цугол, är en mindre ort i Ryssland. Orten tillhör regionen Mogoytuysky. Invånarantalet är 845 för år 2017. Orten är belägen ca 65 km sydost från det regionala centrumet staden Mogoitui. Orten grundades 1801.